# Гелен Крук
Гелен Крук (англ. Helen Crook; нар. 20 листопада 1971) — колишня британська тенісистка.
Найвищу одиночну позицію світового рейтингу — 257 місце досягла 16 липня 2001, парну — 155 місце — 24 травня 1999 року.
Здобула 11 парних титулів туру ITF.
Найвищим досягненням на турнірах Великого шолома було 2 коло в парному розряді.

## Фінали ITF

### Одиночний розряд (0–2)
| турніри $50,000 |
| турніри $25,000 |
| турніри $10,000 |

| Результат | Ранг | Дата          | Місце                          | Покриття | Суперниця     | Рахунок  |
| --------- | ---- | ------------- | ------------------------------ | -------- | ------------- | -------- |
| Поразка   | 1.   | 17 січня 1996 | Маямі, США                     | Тверде   | Аліна Жидкова | 2–6, 5–7 |
| Поразка   | 2.   | 23 липня 2000 | Фрінтон-он-Сі, Велика Британія | Трава    | Саманта Сміт  | 3–6, 0–6 |

### Парний розряд (11–15)
| Результат | Ранг | Дата            | Місце                            | Покриття   | Партнерка         | Суперниці                            | Рахунок        |
| --------- | ---- | --------------- | -------------------------------- | ---------- | ----------------- | ------------------------------------ | -------------- |
| Перемога  | 1.   | 11 липня 1994   | Фрінтон-он-Сі, Велика Британія   | Трава      | Вікторія Девіс    | Наталія Єгорова Світлана Пархоменко  | 6–3, 6–2       |
| Поразка   | 2.   | 10 липня 1995   | Філікстоу, Велика Британія       | Трава      | Вікторія Девіс    | Робін Модслі Шеннон Пітерс           | 1–6, 1–6       |
| Перемога  | 3.   | 28 серпня 1995  | Стамбул, Туреччина               | Тверде     | Вікторія Девіс    | Дуйґу Акшит Оал Жофія Чапо           | 6–4, 6–4       |
| Перемога  | 4.   | 27 січня 1996   | Стамбул, Туреччина               | Тверде (i) | Вікторія Девіс    | Френсіс Герн Лейла Оґан              | 7–6(3), 7–6(4) |
| Перемога  | 5.   | 26 квітня 1996  | Единбург, Велика Британія        | Ґрунт      | Вікторія Девіс    | Жулі Пуллен Лорна Вудрофф            | 6–2, 6–0       |
| Поразка   | 6.   | 1 червня 1996   | Стамбул, Туреччина               | Тверде     | Вікторія Девіс    | Емілі Бонд Емануела Брузаті          | 6–7(4), 4–6    |
| Поразка   | 7.   | 11 липня 1997   | Філікстоу, Велика Британія       | Трава      | Вікторія Девіс    | Суріна Де Беер Ліззі Джелфс          | 5–7, 5–7       |
| Перемога  | 8.   | 26 вересня 1997 | Сандерленд, Велика Британія      | Килим (i)  | Марезе Жубер      | Вікторія Девіс Лімор Габай           | 6–2, 6–4       |
| Перемога  | 9.   | 6 грудня 1997   | Преторія, ПАР                    | Тверде     | Марезе Жубер      | Лусінда Ґіббс Ґізель Сварт           | 6–2, 7–5       |
| Поразка   | 10.  | 26 березня 1998 | Водонга, Австралія               | Трава      | Вікторія Девіс    | Ліза Макші Алісія Молік              | 4–6, 4–6       |
| Перемога  | 11.  | 19 квітня 1998  | Кань-сюр-Мер, Франція            | Ґрунт      | Вікторія Девіс    | Іветте Бастінг Магдалена Зденовкова  | 6–3, 6–3       |
| Поразка   | 12.  | 31 липня 1998   | Ілклі, Велика Британія           | Трава      | Вікторія Девіс    | Ліззі Джелфс Марезе Жубер            | 3–6, 4–6       |
| Поразка   | 13.  | 26 вересня 1998 | Сандерленд, Велика Британія      | Тверде (i) | Вікторія Девіс    | Ліззі Джелфс Марезе Жубер            | 1–6, 1–6       |
| Поразка   | 14.  | 3 жовтня 1998   | Глазго, Велика Британія          | Тверде (i) | Вікторія Девіс    | Ева Дірберг Лідія Штайнбах           | 4–6, 7–5, 3–6  |
| Поразка   | 15.  | 2 квітня 2000   | Понтеведра, Іспанія              | Тверде     | Вікторія Девіс    | Наташа Ґалауза Ванеса Краут          | 3–6, 6–2, 2–6  |
| Поразка   | 16.  | 23 квітня 2000  | Сан-Луїс-Потосі (місто), Мексика | Ґрунт      | Вікторія Девіс    | Марія Фернанда Ланда Роміна Оттобоні | 4–6, 6–7(7)    |
| Поразка   | 17.  | 14 травня 2000  | Тампіко, Мексика                 | Тверде     | Вікторія Девіс    | Мелоді Фалько Карла Тіене            | 4–6, 3–6       |
| Перемога  | 18.  | 22 липня 2000   | Фрінтон-он-Сі, Велика Британія   | Трава      | Вікторія Девіс    | Марезе Жубер Ніколь Сьюелл           | 6–2, 6–4       |
| Перемога  | 19.  | 3 лютого 2001   | Тіптон, Велика Британія          | Тверде (i) | Вікторія Девіс    | Елені Даніліду Марія Гезненге        | 2–6, 6–4, 6–4  |
| Поразка   | 20.  | 20 травня 2001  | Единбург, Велика Британія        | Ґрунт      | Вікторія Девіс    | Жулі Пуллен Лорна Вудрофф            | 2–6, 1–6       |
| Поразка   | 21.  | 10 лютого 2002  | Редбрідж (боро), Велика Британія | Тверде (i) | Сунь Тяньтянь     | Магда Міхалаке Катерина Сисоєва      | 6–4, 4–6, 4–6  |
| Перемога  | 22.  | 8 березня 2003  | Нуево-Ларедо, Мексика            | Тверде     | Хрістіна Захаріду | Кароліне Анн Базу Кільдін Шевальє    | 6–3, 4–6, 6–2  |
| Перемога  | 23.  | 22 березня 2003 | Монтеррей, Мексика               | Тверде     | Хрістіна Захаріду | Кароліне Анн Базу Кільдін Шевальє    | 6–2, 6–0       |
| Поразка   | 24.  | 12 квітня 2003  | Коацакоалькос, Мексика           | Тверде     | Хрістіна Захаріду | Еріка Краут Сара Стоун               | 4–6, 6–4, 4–6  |
| Поразка   | 25.  | 15 лютого 2004  | Сандерленд, Велика Британія      | Тверде (i) | Мартіна Мюллер    | Клер Каррен Кім Кілсдонк             | 4–6, 6–3, 3–6  |
| Поразка   | 26.  | 11 липня 2004   | Філікстоу, Велика Британія       | Трава      | Карен Патерсон    | Ганна Коллін Анна Говкінс            | 4–6, 4–6       |